# آسترود ژیلبرتو
آسترود ژیلبرتو (پرتغالی: Astrud Gilberto; ۲۹ مارس ۱۹۴۰ - ۵ ژوئن ۲۰۲۳) خوانندهٔ سامبا و بوسانوای اهل برزیل بود. او از سال ۱۹۶۳ میلادی مشغول فعالیت بود و بیشتر به خاطر اجرای ترانهٔ مشهور «دختر اهل ایپانما» (Garota de Ipanema) مشهور بود.